# Buchanan Island
Buchanan Island är en ö i Australien. Den ligger i territoriet Northern Territory, omkring 74 kilometer norr om territoriets huvudstad Darwin.
Savannklimat råder i trakten. Genomsnittlig årsnederbörd är 1 776 millimeter. Den regnigaste månaden är januari, med i genomsnitt 475 mm nederbörd, och den torraste är juli, med 5 mm nederbörd.